# Hasselfors
Hasselfors är en tätort i Laxå kommun och kyrkby i Skagershults socken. Orten ligger i sydvästra Närke mellan de båda sjöarna Toften och Teen vid Kilsbergens sydvästra utlöpare i norr samt mot Närkeslätten i öster och angränsar i söder och sydväst mot Tiveden i ett av Sveriges insjötätaste områden.

## Historia
Hasselfors ligger i den sydvästliga delen av det historiska järnhanteringsområdet Bergslagen. Hasselfors Bruks AB har tidigare  i över 400 år bedrivit järnframställningsverksamhet. Bruket startades 1671 genom anläggande av en hammarsmedja och 1850 kom en hytta för produktionen av stångjärn igång. Hasselfors AB har förutom på orten bedrivit järnhantering, även torvbrytning samt skogs- och lantbruk. 1996 såldes verksamheterna och företaget upphörde. Sveaskog tog över skogsbruket och Setra Group förvärvade sågverket. Även Hasselfors Garden fick nya ägare. I den norra delen av tätorten finns "Bruket" det gamla Hasselfors, med bevarad bruksmiljö och röda träbyggnader från järnhanteringstiden, samt bruksmuseum som dokumenterat verksamheten.

### Befolkningsutveckling
| Befolkningsutvecklingen i Hasselfors 1950–2020 | Befolkningsutvecklingen i Hasselfors 1950–2020 | Befolkningsutvecklingen i Hasselfors 1950–2020 | Befolkningsutvecklingen i Hasselfors 1950–2020 | Befolkningsutvecklingen i Hasselfors 1950–2020 |
| ---------------------------------------------- | ---------------------------------------------- | ---------------------------------------------- | ---------------------------------------------- | ---------------------------------------------- |
|                                                |                                                |                                                |                                                |                                                |
| År                                             |                                                |                                                | Folkmängd                                      | Areal (ha)                                     |
| 1950                                           | 1950                                           |                                                | 482                                            |                                                |
| 1960                                           | 1960                                           |                                                | 505                                            |                                                |
| 1965                                           | 1965                                           |                                                | 494                                            |                                                |
| 1970                                           | 1970                                           |                                                | 574                                            |                                                |
| 1975                                           | 1975                                           |                                                | 618                                            |                                                |
| 1980                                           | 1980                                           |                                                | 638                                            |                                                |
| 1990                                           | 1990                                           |                                                | 607                                            | 126                                            |
| 1995                                           | 1995                                           |                                                | 578                                            | 127                                            |
| 2000                                           | 2000                                           |                                                | 523                                            | 127                                            |
| 2005                                           | 2005                                           |                                                | 463                                            | 127                                            |
| 2010                                           | 2010                                           |                                                | 428                                            | 127                                            |
| 2015                                           | 2015                                           |                                                | 421                                            | 97                                             |
| 2020                                           | 2020                                           |                                                | 395                                            | 94                                             |
|                                                |                                                |                                                |                                                |                                                |

## Samhället
Orten Hasselfors norra del utgörs av det historiska bruket med välbevarade träbyggnader som består av ekonomifastigheter samt historiska arbetar- och smedsbostäder. Svartån rinner från Toften genom bruket ned i Teen genom ett dammsystem. Ortens mellandel utgörs av Setra trävarors sågverk med ett hyvelhus uppfört 2019 som är ortens nya landmärke. I och runt Hasselfors finns stora naturvärden då Närkeslätten möter den mellansvenska sjöplatån vid sjön Teens västra strand.  I omedelbar anslutning till orten finns  naturreservatet Lillängen, Hammarsjön och ett levande lant- och jordbrukslandskap i Bålby och Träntorp. Ett upplyst motionsspår finns vid Lillängen. 
Den södra av delen av Hasselfors utgörs av det gamla stationssamhället bestående av villor av olika ålder och karaktär samt hyreshus. Här etablerades 2020 en livsmedelsaffär som är öppen dygnet runt. På orten finns även en modern idrottshall samt föreningslokalen Hasselgården. Centralt ligger även ett av Sveriges nordligaste bestånd av bokskog. 
Mitt i samhället på Edekullen ligger Skagershults kyrka med komplett kyrkomiljö bestående av kyrka (uppförd 1896 och ritad av Ferdinand Boberg), kyrkogård, prästgård och församlingshem. Verksamma föreningar på orten är bland annat Hasselfors byalag, Skagershults församling (Svenska kyrkan) och Röda korset. Orten genomkorsas av Värmlandsbanan, tidigare benämnd Nordvästra stambanan.